# 飫肥藩
飫肥藩（日语：／ Obi han */?）是日本江戶時代的一個藩。位於日向國那珂郡南部，藩廳在飫肥城（今宮崎縣日南市），藩主是伊東氏，家格屬於外樣大名，於江戶城詰席時份在柳之間。

## 歷史
伊東氏乃鐮倉時代以來的名門，一度敗給島津氏而失去領地，後來因伊東祐兵投效於豐臣秀吉建立功勞而在九州征伐後重新回到日向國，領有飫肥城5萬7千石的封地，後於關原之戰時，由西軍改投東軍，因而在元和3年（1617年）獲得將軍德川秀忠頒發所領安堵的朱印狀。
3代藩主伊東祐久在寬永13年（1636年）分給擔任旗本的弟弟伊東祐豐3千石領地，4代藩主伊東祐由在明暦3年（1657年）同樣給予擔任旗本的弟弟祐春3千石領地，飫肥藩的石高因此降至5萬1千石。
飫肥藩由於領內耕地稀少，地勢為山林和海濱包圍，加上氣候溫暖濕潤，所以杉木、檜木品質優良，林業十分發達，時至今日仍有留有「飫肥杉」的美名，10代藩主伊東祐鐘著手藩政改革時，確立了名為「杉方部一法」的山林、植林制度。為因應天明大飢饉更創立救濟農民的財政制度。由於臨海，漁業也是藩內重要財源。13代藩主伊東祐相為擴展財源，也獎勵藩內的養蠶業和交通運輸業。
11代藩主伊東祐民於享和元年（1801年）時設置學問所，13代藩主伊東祐相更在天保元年（1830年）建立藩校振徳堂，培育出阿萬豐藏、落合双石等人才。但飫肥藩也因此財政日益困難，在嘉永4年（1851年）減少藩士三分之一的俸祿，更在安政4年（1857年）發佈儉約令。
飫肥藩在明治時代隨薩摩藩參與新政府方，在戊辰戰爭中負責二條城和甲府城的守備。明治2年（1869年）時，13代藩主伊東祐相引退，由長男伊東祐歸繼為第14代藩主，在明治4年（1871年）廢藩置縣時，飫肥藩被改為飫肥縣，伊東祐歸遷往東京居住，在明治17年（1884年）被列為子爵，而飫肥縣又和都城縣、宮崎縣、鹿兒島縣再置重編，被合入宮崎縣中。

## 歷任藩主
1. 伊東祐兵
2. 伊東祐慶
3. 伊東祐久
4. 伊東祐由
5. 伊東祐実
6. 伊東祐永
7. 伊東祐之
8. 伊東祐隆
9. 伊東祐福
10. 伊東祐鐘
11. 伊東祐民
12. 伊東祐丕
13. 伊東祐相
14. 伊東祐歸